# Louisiana (Schiff, 1906)
Die Louisiana, auch USS Louisiana (Kennung: Battleship No. 19), war ein Schlachtschiff (Einheitslinienschiff) der Connecticut-Klasse der United States Navy, das von 1906 bis 1920 in Dienst stand.

## Geschichte
Die spätere Louisiana wurde am 7. Februar 1903 bei der Werft Newport News Shipbuilding in Newport News im US-Bundesstaat Virginia auf Kiel gelegt. Der Stapellauf erfolgte am 27. August 1904, wobei die Schiffstaufe durch Miss Juanita LaLande durchgeführt wurde. Nach Ausrüstung wurde das Schiff am 2. Juni 1906 durch Captain Albert R. Couden in Dienst gestellt.
Bei einem ersten Umbau 1910/11 erhielt das Schiff den für US-amerikanische Schlachtschiffe typischen Gittermast. 1917/18 wurden die 7-Zoll-(178-mm)-Schnellfeuerkanonen sowie ein Teil der 3-Zoll-(76,2-mm)-Geschütze ausgebaut. An einem Kriegseinsatz war das Schiff niemals beteiligt. 1924 wurde die Louisiana aus der Flottenliste gestrichen und danach abgewrackt.